# Daouéni
Daouéni är en ort i Komorerna.   Den ligger i distriktet Grande Comore, i den västra delen av landet, 7 km söder om huvudstaden Moroni. Daouéni ligger 59 meter över havet och antalet invånare är 308. Den ligger på ön Grande Comore.
Terrängen runt Daouéni är varierad. Havet är nära Daouéni åt sydväst. Runt Daouéni är det tätbefolkat, med 411 invånare per kvadratkilometer. Närmaste större samhälle är Moroni, 7,3 km norr om Daouéni. I omgivningarna runt Daouéni växer i huvudsak städsegrön lövskog.